# Давидов Степан Іванович
Степа́н Іва́нович Дави́дов (Давидів; *12 січня 1777, Чернігівщина — †22 травня 1825, Москва) — український композитор, капельмейстер, педагог.

## Життєпис
Степан Давидов походив з дрібномаєткових чернігівських дворян. У числі півчих, відібраних в Україні, він, як музично обдарований хлопчик, прибув до Петербурга наприкінці 1786 і став учнем Придворної співацької капели. У цій єдиній в столиці «музичній академії» Давидов отримав професійну освіту. З 15 років він складав духовну музику.
Подальшу музичну освіту він отримав у Джузеппе Сарті. Служив співаком згаданої капели в 1786—1795 роках, від 1787 до 1800 був капельмейстером придворного оркестру. Потім (1800—1804 та 1806—1810) — в Дирекції імператорських театрів (капельмейстер, учитель співу). Від 1814 керував музичним театром графа Шереметьєва у Москві.
Написав балети «Увінчана благість» (1801), «Свято жнив» (1823) та інші, оперу «Лєста, дніпровська русалка» (1805). Також писав музику до трагедій, дивертисменти, церковні композиції тощо. Давидову належать обробки народних пісень та танців. У своїх творах використовував український народний мелос, зокрема мелодію пісні «Їхав козак за Дунай».

## Джерело
А. І. Муха. Композитори України та української діаспори. Довідник. Київ: Музична Україна, 2004, с. 84-85.